# Hugh E. DeWitt
Hugh Edgar DeWitt (* 29. Mai 1930 in Memphis (Tennessee); † 28. März 2014 in Berkeley) war ein US-amerikanischer Physiker, der auf dem Gebiet der Plasmaphysik tätig war.

## Leben
Hugh E. DeWitt studierte an der Stanford University und wurde 1957 an der Cornell University mit einer Arbeit zur Kernphysik (Effects of Dynamical Correlations on the Nuclear Photoeffect) promoviert. Von 1957 bis 1996 arbeitete er am Lawrence Livermore National Laboratory. Diese Tätigkeit wurde unterbrochen durch Gastprofessuren in Madras 1963–1964  und an der University of Iowa 1970–1971.
Am Lawrence Livermore Laboratory forschte er auf dem Gebiet der Theorie und numerischen Simulation stark gekoppelter Coulomb-Systeme. Er lieferte wesentliche Beiträge zur Erklärung der thermodynamischen und Transporteigenschaften von stark gekoppelten Plasmen, die zum Verständnis der Eigenschaften von Weißen Zwergen und Neutronensternkrusten wichtig sind.
DeWitt war Fellow der American Physical Society und seit 1990 der American Association for the Advancement of Science.